# Паганико Сабино
Паганѝко Сабѝно (на италиански: Paganico Sabino) е село и община в Централна Италия, провинция Риети, регион Лацио. Разположено е на 720 m надморска височина. Населението на общината е 179 души (към 2010 г.).